# زنیا (کالیفرنیا)
زنیا (به انگلیسی: Zenia) یک منطقهٔ مسکونی در ایالات متحده آمریکا است که در شهرستان ترینیتی، کالیفرنیا واقع شده‌است. زنیا ۹۰۴٫۹۶ متر بالاتر از سطح دریا واقع شده‌است.